# Friedrich Drenckhahn

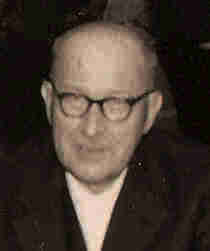
Friedrich Drenckhahn, 1958

Friedrich Johann Bernhard Christian Drenckhahn (* 28. Mai 1894 in Frauenmark (bei Parchim); † 20. Dezember 1977 in Hamburg) war ein deutscher Mathematiker, Pädagoge, Didaktiker, Hochschullehrer und Bildungsreformer (Lehrerbildung).

## Herkunft und Bildungsgang
Friedrich Drenckhahn wurde in Frauenmark als Sohn des dortigen Lehrers Friedrich Drenckhahn und dessen Ehefrau Caroline, geb. Viehstedt geboren. Die Familie stammte größtenteils aus Mecklenburg. Der vierzehnjährige Friedrich Drenckhahn wurde nach Beendigung der Volksschule am Lübecker Lehrerseminar aufgenommen, das er jedoch nach drei Jahren ohne Abschluss verließ, um zunächst in Lübeck die Realschule und danach in Hamburg-Eppendorf die Oberrealschule zu besuchen.
Nach der Reifeprüfung im August 1914 nahm der Zwanzigjährige zum Wintersemester 1914/15 an der Universität Rostock das Studium der Mathematik und Naturwissenschaften sowie der Pädagogik, Psychologie und Philosophie auf. Im Dezember 1914 wurde er zum Heer eingezogen, jedoch wegen Felddienstuntauglichkeit wieder entlassen. Stattdessen verpflichtete man ihn zu einem viermonatigen Ersatzdienst, den er als Hilfsassistent am Physikalischen Institut der Universität Rostock durch Ausbildung von Feldärzten ableisten konnte. Im Kriegswinter 1916/17 unterrichtete Drenckhahn neben dem Studium ein halbes Jahr lang eigenverantwortlich an einer mecklenburgischen Landschule. Ein Jahr später reichte er an der Philosophischen Fakultät der Rostocker Universität seine Dissertation ein mit dem Titel Der gemeinsame Ort der Scheitel besonderer Tangentenpaare und Berührungskegel in elliptischen und parabolischen Koordinaten und wurde im November 1917 zum „Dr. phil.“ promoviert und zugleich vom Physikalischen Institut als Assistent übernommen.
Im November 1918 bestand er das Erste Staatsexamen für das Lehramt an Höheren Schulen, setzte aber die Berufslaufbahn zunächst nicht fort, sondern wechselte an die Universität Göttingen, wo er seine Studien in Mathematik vertiefte und Privatassistent von Felix Klein wurde. Im April 1920 setzte Drenckhahn seine Lehrerausbildung am Rostocker Studienseminar mit dem Referendariat fort, das wegen pädagogischer Vorleistungen auf eineinhalb Jahre verkürzt wurde. Parallel dazu belegte er an der Universität Berlin das Fach Biologie. Im November 1921 bestand er die Pädagogische Prüfung für das Lehramt an Höheren Schulen. Es folgte eine kurze Phase der Arbeitslosigkeit, die Drenckhahn mit Studien zur Jugendverwahrlosung und Jugendkriminalität ausfüllte. So immatrikulierte er sich am 1. November 1921 abermals an der Universität Rostock, um kurzzeitig Jura zu studieren.

## Berufliche Laufbahn und Leistungen

### Schuldienst in Rostock und Bremen (1922–1927)
Im April 1922 wurde er Studienassessor am Rostocker Realgymnasium, und im Oktober 1925 erhielt er nach verkürzter Assessorenzeit die Stelle eines Studienrats am Anna Vietor-Lyzeum in Bremen.

### Hochschuldienst in Rostock (1927–1945)
Nach gut zweieinhalbjähriger Tätigkeit im Höheren Schuldienst der Stadt Bremen wurde Friedrich Drenckhahn zum Mai 1927 auf eine Dozentur am Pädagogischen Institut der Universität Rostock berufen, das im damaligen Freistaat Mecklenburg-Schwerin für die Ausbildung von Lehrern für Schulformen unterhalb des Gymnasiums diente. Im April 1928 erfolgte Drenckhahns Ernennung zum Professor und Stellvertretenden Direktor des Pädagogischen Instituts unter dem Leiter Willy Kolz. Als Lehrauftrag wurde ihm am 7. Februar 1930 vom „Mecklenburg-Schwerinischen Ministerium für Unterricht“ in Schwerin das Fach „Didaktik der Mathematik“ übertragen.
Drenckhahn publizierte 1935 den Aufsatz Volkseigener Rechen- und Raumlehreunterricht und gab 1941 ein Rechenbuch für Volksschulen Mecklenburg mit heraus.
Als im Jahre 1935 das inzwischen geschaffene Land Mecklenburg schließlich auch für seine Lehrerbildung die reichseinheitliche Lösung der Hochschule für Lehrerbildung übernehmen musste, wurde Drenckhahns Lehrauftrag vom Reichsministerium in Berlin bestätigt und um „Methodik des Rechen- und Raumlehreunterrichts“ sowie auf „Allgemeine Unterrichtslehre“ ausgedehnt. So hielt er Vorlesungen über Volks- bzw. rasseeigene Auffassungen elementar-mathematischer Tatsachen. Nach Ausbruch des Zweiten Weltkriegs wurde Drenckhahn vorübergehend eingezogen. Am 31. März 1942 wurde die Hochschule für Lehrerbildung in Rostock durch Drenckhahn geschlossen; sie wurde 1942 – wie überall im Reich – in eine nationalsozialistische Lehrerbildungsanstalt umgewandelt. Weil Drenckhahn an ihr den Dienst verweigerte, wurde er zunächst zum Heereseinsatz abkommandiert. Letztlich wurde ihm jedoch die kommissarische Leitung des Rostocker Staatlichen Studienseminars für Gymnasien übertragen. In dieser Position blieb er bis zur Einnahme Rostocks durch die Rote Armee Ende April 1945. Kurz zuvor gelang Dreckhahn die Flucht nach Aumühle bei Hamburg, wo sich seine Familie seit kurzem bereits aufhielt.

### Landesdienst in Schleswig-Holstein (1945–1960)
Aufbau einer neuen Lehrerbildung (1945/1946)
Nach Kriegsende fanden seine Bemühungen um „irgendeine“ Arbeit erstmals im Herbst 1945 bei den „Pädagogischen Arbeitswochen“ in Hamburg einen Erfolg. Um wieder innerhalb der Lehrerbildung Fuß zu fassen, hatte er zuvor im Sommer 1945 „Gedanken über die verflossene und künftige Volksschullehrerbildung“ niedergeschrieben und sich damit bei allen Oberpräsidenten der Britischen Besatzungszone beworben. Als erster reagierte der kommissarische Oberpräsident Otto Hoevermann aus der Provinz Schleswig-Holstein. Er berief Drenckhahn im Oktober 1945 in das Amt des Referenten für Lehrerbildung nach Kiel. Zum 1. März 1946 erfolgte die Ernennung zum Oberschulrat und die Beauftragung mit dem Wiederaufbau einer Volksschullehrerausbildung.
Drenckhahn knüpfte bewusst an die Tradition der Pädagogischen Akademien Preußens an, forderte für Schleswig-Holstein aber nicht deren Wiederbelebung, sondern die „Neugründung“ einer autonomen und wissenschaftlichen „Pädagogischen Hochschule“. Hier sollten alle fachlichen, didaktischen, unterrichtlichen, musischen und erziehlichen Fähigkeiten und Fertigkeiten vermittelt werden, die zu Professionalität und Berufsethos führen. Die britischen Zonenbehörden genehmigten und unterstützten Drenckhahns Vorstellungen, so dass die damals weit verbreiteten Bestrebungen deutscher Kreise, zur nichtakademischen Lehrerbildung an Seminaren oder Lehrerbildungsanstalten zurückzukehren, endgültig scheiterten.
Bei seiner praktischen Aufbauarbeit stand Drenckhahn wie viele andere Lehrer den ständig wachsenden Schülerzahlen durch den Flüchtlingsstrom aus dem Osten gegenüber. Aus diesem Grunde musste Drenckhahn zunächst Notmaßnahmen treffen, um dem unvorstellbaren Lehrermangel zu begegnen. Das geschah durch die Einrichtung sogenannter „Pädagogischer Lehrgänge“ in Burg in Dithmarschen, Ahrensbök und Lunden für ehemalige Schülerinnen und Schüler der Lehrerbildungsanstalten sowie durch die Eröffnung sogenannter „Notkurse für Lehrerausbildung“ in Lübeck und Neumünster. Der erste Lehrgang verwirklichte allerdings noch nicht das vorgesehene koedukative, viersemestrige Studium, sondern bestand aus dem sogenannten „Sonderlehrgang für Kriegsteilnehmer“. Zum ersten Direktor der Flensburger Pädagogischen Hochschule wurde (Paul) Gerhard Bohne ernannt.
Direktor der Kieler Pädagogischen Hochschule (1946–1949)
Die „PH Kiel-Hassee“ wurde am 29. Juli 1946 eröffnet und Drenckhahn zu ihrem Gründungsdirektor berufen – am 20. Juli 1946 kommissarisch und am 1. April 1947 (rückwirkend zum Jahresbeginn) planmäßig. Von der nebenamtlichen Weiterführung des Lehrerbildungsreferats wurde er Ende März 1948 entbunden. Nach der politischen Souveränität und Erneuerung des Landes Schleswig-Holstein wurde Drenckhahn im April 1949 aus dem Amt des Direktors der Kieler Pädagogischen Hochschule entfernt und an die Pädagogische Hochschule in Flensburg versetzt.
Professor an der Flensburger Pädagogischen Hochschule (1949–1960)
Drenckhahn lehrte in Flensburg bis zu seiner Pensionierung im Jahre 1960 die Fächer Mathematik und Erziehungswissenschaft.
Seine bevorzugten Themenbereiche blieben die Didaktik der Mathematik und die Strukturierung des mathematischen Unterrichtsstoffes in Anpassung an alterstypische Auffassungsweisen sowie die Geschichte der Mathematik und die Angewandte Mathematik. Weiter ausgebaut wurde auch sein „Arbeitsbuch für den Rechenunterricht an Volksschulen“, das jahrelang zum Hauptlehrwerk an den Schulen Schleswig-Holsteins und anderer Bundesländer (Niedersachsen, Berlin, Bremen, Rheinland-Pfalz) gehörte. Bis 1959 erschienen acht Auflagen.

## Weitere Aktivitäten und Leistungen
Während seiner Studienjahre gründete Drenckhahn die „Rostocker Pädagogische Vereinigung“. In Bremen und später in Kiel rief er Ortsgruppen des „Vereins zur Förderung des mathematischen und naturwissenschaftlichen Unterrichts“ ins Leben. 1928 regte er die Gründung einer „Arbeitsgemeinschaft der an der deutschen akademischen Volksschullehrerbildung beteiligten Pädagogischen Akademien und Hochschulinstitute“ an und wurde deren Vorsitzender. Dieser Vorsitz wurde ihm 1933 genommen, weil er nicht Mitglied der NSDAP war.
Wohl aber engagierte Drenckhahn sich von Anfang an in der Nationalsozialistischen Volkswohlfahrt (NSV) und im Nationalsozialistischen Lehrerbund (NSLB), in dem er vor allem als Gutachter für Mathematik, Rechnen und Raumlehre tätig war. Mit den übrigen Dozenten des Pädagogischen Instituts gehörte Drenckhahn zu den Unterzeichnern des "Bekenntnis der Professoren an den deutschen Universitäten und Hochschulen zu Adolf Hitler und dem nationalsozialistischen Staat" vom November 1933. Von 1938 bis 1942 gehörte er dem Nationalsozialistischen Deutschen Dozentenbund (NSDDB) an und war dort Sachbearbeiter für Steuerfragen an der HfL Rostock. 1939/40 war er Mitglied im Nationalsozialistischen Altherrenbund der Deutschen Studenten (NSAHB).
Nach 1945 gehörte er der Gewerkschaft Erziehung und Wissenschaft als auch dem Deutschen Philologenverband an.
1947 wurde Drenckhahn zum Mitglied des „Fachausschusses für Lehrerbildung des Zonenerziehungsrats“ ernannt und 1948 zum Mitglied des „Fachausschusses für Film und Bild“. Besondere Hervorhebung verdient seine Berufung in den „Studienausschuss für Hochschulreform“ durch den britischen Militärgouverneur im April 1948. Das von dieser Kommission im Gleichklang mit britischen Vorstellungen erstellte sogenannte „Blaue Gutachten“ riet von der Universitätslösung der Volksschullehrerausbildung ab und hielt im Wesentlichen an der Konzeption einer Pädagogischen Hochschule fest. Es forderte jedoch Ergänzungen im Hinblick auf Autonomie und Wissenschaftlichkeit, u. a. das Promotionsrecht. Auch eine Erhöhung der Studiendauer von vier auf sechs Semester sollte vorgenommen werden. Vor allem zu diesem Punkt verfasste Drenckhahn mehrere Gutachten.

## Ruhestand in Hamburg und späte Würdigung
Nach seiner Versetzung in den Ruhestand im Jahre 1960 verließ Drenckhahn Flensburg und zog nach Hamburg, wo er bis zum Tod seiner Frau weiterhin wissenschaftlich tätig blieb. Drenckhahn starb am 20. Dezember 1977 in Hamburg; er liegt auf dem alten Südfriedhof in Neumünster begraben. Zu diesem Zeitpunkt waren Drenckhahn und seine grundlegende Aufbauarbeit in den Nachkriegsjahren Schleswig-Holsteins von offizieller Seite so gut wie vergessen.
Beides – Forschungsergebnisse und wissenschaftlicher Nachlass – wurde im Jahre 2006 der Universität Flensburg übergeben, die als Nachfolge-Institution der PH Flensburg ihres sechzigjährigen Ursprungs gedachte.

## Publikationen

### Bücher
- Der geometrische Ort der Scheitel besonderer Tangentenpaare und Berührungskegel in elliptischen und parabolischen Koordinaten. Inaugural-Dissertation, Rostock 1917 (veröffentlicht Rostock 1922).
- Aus der Praxis des mathematischen Unterrichts auf der Mittelstufe. Ein Beitrag zum mathematischen Arbeitsunterricht. Buchhandlung des Waisenhauses, Halle 1928.
- Wirtschaft und Mathematik, zus. mit H. Schneider. Teubner, Leipzig 1931.
- Elementare raumkundliche Begriffe und Gesetzmäßigkeiten in systematischem Aufbau unter Verwendung der Bewegungen als Erzeugungs- und Beweisprinzip. Rostock 1931.
- Praktische Geometrie (Geometrisches Messen) für Lehrkräfte. Grundgeyer, Rostock 1932.
- Raumlehre in der deutschen Volksschule. Beltz, Langensalza 1935 (2.).
- Geländemathematik, zus. mit U. Graf. Danzig 1939.
- Der mathematische Unterricht für die 6- bis 15-jährige Jugend in der Bundesrepublik Deutschland. Göttingen 1958.

### Aufsätze
- Gründung einer Rostocker Pädagogischen Gesellschaft. In: Rostocker Anzeiger. 1919.
- Zur Geschichte der Mathematik im Unterricht. In: Mathematisch-Philosophische Blätter. 1926 und 1927.
- Tangentialebenenpaare mit vorgegebenem Winkel in einem Kegel 2. Ordnung. In: Abhandlungen der Naturwissenschaftlichen Vereinigung. Bremen 1927.
- Bernhard Riemann. In: Weltall. Jahrgang 26, 1927.
- Die Mathematik eine Kulturwissenschaft, ein Kultur-, Bildungs- und Erziehungsfach der deutschen höheren Schule. In: Deutsches Philologenblatt. Jahrgang 35, 1927.
- Beitrag zur arbeitsunterrichtlichen Gestaltung der Proportionenlehre. In: Zeitschrift für mathematischen und naturwissenschaftlichen Unterricht. Jahrgang 58, 1927.
- Mathematische Arbeitsgemeinschaft am Lyzeum Victor in Bremen im Schuljahr 1926/27. In: Unterrichtsblätter Mathematik. Jahrgang 34, 1928.
- Individuelle Zahlbehandlung. In: Mathematische Schulzeitung. Jahrgang 59, 1928.
- Die wahlfreien didaktischen Vorlesungen in Mathematik. In: Sammelschrift der Dozenten des Pädagogischen Instituts in Rostock. 1928.
- Das Verhältnis einiger Dichter zur Mathematik. In: Mitteilungen der Vereinigung deutscher Mathematiker. 1928.
- Der Weg zur Strenge im Mathematikunterricht. In: Unterrichtsblätter Mathematik. Jahrgang 35, 1929.
- Die Stellung der Mathematik im Studienplan des PI zu Rostock. In: Zeitschrift für mathematischen und naturwissenschaftlichen Unterricht. Jahrgang 60, 1929.
- Spannungen hinsichtlich Theorie und Praxis des Arbeitsunterrichts in Rechnen und Raumlehre. In: Mitteilungen der Vereinigung deutscher Mathematiker. Jahrgang 3, 1930.
- Rechnen und Raumlehre als Bildungsfächer. In: Mitteilungen der Vereinigung deutscher Mathematiker. Jahrgang 4, 1931.
- Zahlenrechnen ohne und mit Hilfsmittel. In: Mathematische Schulzeitung. Jahrgang 63, 1932.
- Zur ägyptischen Kreis- und Pyramidenstumpfberechnung. In: Unterrichtsblätter für Mathematik und Naturwissenschaft. Band 40, 1934.
- Zur Zirkulatur des Quadrats und Quadratur des Zirkels in den Sulva sutras. In: Jahresbericht der Deutschen Mathematiker-Vereinigung. Band 46, 1936.
- Das Gesetz zum Schutze des deutschen Blutes und der deutschen Ehre vom 15. September 1935 im Lichte der volkswissenschaftlichen Statistik. In: Deutsche Mathematik Jahrgang 1, Nr. 6, S. 716–732, Jan 1937
- Eine Näherungsbetrachtung zur Gauß-Krügerschen Meridianstreifenabbildung. In: Deutsche Mathematik. Jahrgang 4, Nr. 5, S. 642ff, Sep 1939.
- Die gegenwärtige Lehrerbildung in Schleswig-Holstein. In: Die Schleswig-Holsteinische Schule. Jahrgang 1, 1947, S. 4–5.
- Zur Frage der Lehrerbildung. In: Die Schleswig-Holsteinische Schule. Jahrgang 3, 1949, S. 3–4.
- Zum neuzeitlichen Raumlehreunterricht in der Volksschule. In: Lebendige Schule. Jahrgang 6, 1951, S. 12–26 und 101–116.
- Von der Anpassung des mathematischen Unterrichtsstoffes an die geistige Auffassungsfähigkeit des Schülers. In: Die Sammlung. Jahrgang 7, 1952, S. 348–358, und gekürzt in: Der Lehrerrundbrief. Jahrgang 7, 1952, S. 484–490.
- Zur Frage einheitlicher Anordnung im schriftlichen Rechnen. In: Unsere Schule. Jahrgang 7, 1952, S. 270 ff.
- Zur Didaktik der Mathematik und ihrer Wissenschaftsmethodik. In: Der mathematische und naturwissenschaftliche Unterricht, Band 5, 1952/53, S. 205–211, und postum in: Didaktik der Mathematik. Darmstadt (WBG) 1978.
- Die Quadratwurzelberechnung in den indischen Sulva sutras. In: Archimedes. Jahrgang 7, 1955, S. 103 ff.
- Der Rechenstab in der Volksschule. In: Pädagogische Blätter. Jahrgang 7, 1956, S. 13–25.
- Strukturstufen der Schulmathematik in Anpassung an alterstypische Auffassungsweisen. In: Pädagogische Blätter. Jahrgang 7, 1956, S. 237–244.
- Zum schriftlichen Subtraktionsverfahren. In: Die deutsche Schule. Jahrgang 49, 1957, S. 358–369.
- Betrachtungen zur Pädagogik der Mathematik. In: Lehrerrundbrief. Jahrgang 13, 1958, S. 390–402.
- Die Struktur des mathematischen Unterrichtsstoffes im Lichte der experimentellen Didaktik. In: Die deutsche Schule. Jahrgang 50, 1958, Heft 11 und 12.
- Vom funktionalen und gruppenoperativen Denken im Sachrechnen der Volksschuloberstufe. In: Die deutsche Schule. Jahrgang 52, 1960, S. 491–506.
- Die Idee von Maria Montessoris Materialien im Lichte der Didaktik der Mathematik. In: Internationale Zeitschrift für Erziehungswissenschaft. Band VII, 1960, S. 174–186.
- Von Geschwindigkeit und Tangente propädeutisch zum Differential und zum Rechnen mit Differentialen. In: Die Realschule. 1962/9, S. 226–236.
- Mathematische Strukturen im Elementarunterricht. In: Die deutsche Schule. Jahrgang 57, 1965, S. 1–22.
- Elementargeometrische Herleitung der Rauminhaltsformel für die Pyramide. In: Die deutsche Schule. Jahrgang 60, 1968, S. 686–702.

## Sekundärliteratur
- N.N.: Friedrich Drenckhahn [Nachruf]. In: Die Schleswig-Holsteinische Schule. Jahrgang 32, 1978, S. 17.
- Karl Knoop: Zur Geschichte der Lehrerbildung in Schleswig-Holstein. 200 Jahre Lehrerbildung vom Seminar bis zur Pädagogischen Hochschule 1781–1981. Husum Druck- und Verlagsgesellschaft, Husum 1984, ISBN 3-88042-238-9.
- Bruno Grönke: Der Weg der Pädagogischen Hochschulen Schleswig-Holsteins zu wissenschaftlichen Hochschulen. In: Grenzfriedenshefte. Jahrgang 32, 1985, Heft 2, S. 110–117, und in: Pädagogische Hochschule Kiel: Hochschulnachrichten. 1985, Nr. 3, S. 10–15.
- Präsidium der Pädagogischen Hochschule Flensburg (Red.: Manfred Korte): 40 Jahre Pädagogische Hochschule Flensburg 1946–1986. Glücksburg o. J. [1986].
- Bruno Grönke: Erinnerungen und Gedanken ehemaliger Studenten des Pädagogischen Sonderlehrganges für Kriegsteilnehmer 1946/47. In: Die Heimat. Zeitschrift für Natur- und Landeskunde von Schleswig-Holstein und Hamburg. Jahrgang 95, 1988, Nr. 5, S. 144–148.
- Bruno Grönke: Erinnerungen an den Notkurs für Lehrerbildung an der Klaus-Groth-Schule Neumünster. In: Holsteinischer Courier vom 3. Dezember 1988, S. 14.
- Bruno Grönke: Friedrich Drenckhahns Rolle beim Aufbau der Lehrerbildung in Schleswig-Holstein nach dem Zweiten Weltkrieg. Selbstverlag, Neumünster, 1. Auflage 1991, Band 1: Abhandlung, Band 2: Anhang [beide Bände der Schleswig-Holsteinischen Landesbibliothek Kiel übereignet; dort ausleihbar]; 2. Auflage 2001, Band 1 [2006 der Universität Flensburg übergeben; dort ausleihbar].
- Bruno Grönke: Friedrich Drenckhahn zum 100. Geburtstag. In: Zeitschrift für Erziehung und Wissenschaft in Schleswig-Holstein. Jahrgang 48, 1994, Heft 4, S. 12.
- Alexander Hesse: Die Professoren und Dozenten der preußischen Pädagogischen Akademien (1926–1933) und Hochschulen für Lehrerbildung (1933–1941). Deutscher Studien Verlag, Weinheim 1995, ISBN 3-89271-588-2.
- Bruno Grönke: Drenckhahn, Friedrich Johann Bernhard Christian [1894-1977]. In: Dieter Lohmeier u. a.: Biographisches Lexikon für Schleswig-Holstein und Lübeck, hg. im Auftrag der Gesellschaft für Schleswig-Holsteinische Geschichte und des Vereins für Lübeckische Geschichte und Altertumskunde, Band 10, Wachholtz, Neumünster 1994, S. 103–106.
- Michael Ruck: 60 Jahre Universität Flensburg 1946–2006. Verwissenschaftlichung – Diversifizierung – Expansion. In: Demokratische Geschichte. Jahrbuch für Schleswig-Holstein. Jahrgang 18, 2007, S. 255–266 (Online; PDF-Datei; 585 kB); sowie in: pluk. Syddansk Universitet, Institut for Grænseregionsforskning, Sønderborg. Nr. 2–3/2007, S. 16–25.
- Jürgen Schönbeck: Von Rostock nach Flensburg - Friedrich Drenckhahn 1894-1977. Didaktik der Mathematik und wissenschaftliche Lehrerbildung in Schleswig-Holstein im 20. Jahrhundert. In: Demokratische Geschichte. Jahrbuch für Schleswig-Holstein, Bd. 27 (2016), S. 89-120 (Digitalisat).